# Kassa Overall
Pour les articles homonymes, voir Overall.
Kassa Overall, né le 9 octobre 1982 à Seattle, est un batteur, chanteur et compositeur de jazz américain.

## Biographie
Kassa Overall est né à Seattle. Il a étudié à la Garfield High school puis à la Washington Middle school et enfin il suit les cours de musique à l'Oberlin College (dans l'Ohio),, ; ses mentors étaient Billy Hart à Oberlin, Michael Rosen, Elvin Jones et Billy Higgins. Alors qu'il est dans cette école, il se retrouve hospitalisé dans une institution psychiatrique et aura ensuite une addiction médicamenteuse. Après l'obtention de son diplôme en 2006, il déménage à New York et joue avec des musiciens tels que Christian McBride, Donald Byrd, Vijay Iyer, Francis & the Lights, Mayer Hawthorne, Wallace Roney, Ravi Coltrane, Gary Bartz,, Iron Solomon et Gordon Voidwell ; il a également été membre du groupe Timelife de Geri Allen,,. C'est avec Geri Allen qu'il enregistre pour la première fois (en 2009). Overall a travaillé régulièrement avec l'ensemble de Theo Croker. Il a aussi enregistré avec Anne Drummond (Revolving, 2012).
Il s'est également intéressé dans divers projets de hip-hop et de rock indépendant où il s'est impliqué. En tant que rappeur et producteur, il a collaboré avec le projet hip-hop de Brooklyn Das Racist (Sit Down, Man),,, dans le duo Kool & Kass (avec Kool A.D.) et joué sur The Late Show avec le groupe house de Stephen Colbert. En tant que soliste, Overall a présenté les singles Cauliflower (2014), Naked Light (2016) et Cussing at the Strip (2017) ; avec Peter Evans et John Hébert l'album du trio Zebulon (More Is More Records, 2013). En 2019, il joue dans le groupe Rhombal de Stephan Crump (avec Ellery Eskelin et Adam O'Farrill) ; il a également contribué à l'album nommé aux Grammy Awards de Theo Croker, Star People Nation. En 2019, il sort son premier album solo titré Go get Ice Cream and Listen To Jazz,.
En 2020, Overall a présenté l'album I Think I'm Good (Brownswood), son second album solo, sur lequel 23 artistes et activistes ont rejoint son projet. Parmi ces artistes figurent Joel Ross, Morgan Guerin, Julius Rodriguez, Melanie Charles, J Hoard, Sullivan Fortner, Brandee Younger, Theo Croker, Craig Taborn et même l'activiste afro-américaine, la Dr Angela Davis. Cela sera suivi de la production d'un album de remix Shades of Flu.

## Discographie

### Albums studio
- 2019 - Go Get Ice Cream and Listen to Jazz (Kassa Overall LLC)
- 2020 - I Think I'm Good (Brownswood Recordings)
- 2023 - Animals (Warp Records)